# Alex Behring
Alexandre Behring da Costa (nascido em 1967) é um investidor brasileiro. Ele é co-fundador e sócio-diretor da 3G Capital, presidente executivo do Restaurant Brands International, diretor da Anheuser-Busch InBev, e o presidente da Kraft Heinz.
Em 2022, figurou em oitavo lugar no ranking dos brasileiros mais ricos do país da Forbes.

## Início da vida
Alex Behring nasceu em 1967. Ele tem um bacharelado em Engenharia Elétrica da Pontifícia Universidade Católica do Rio de Janeiro (PUC/RJ), e tem um MBA da Harvard Business School , em 1995, onde ele era um acadêmico Baker.

## Carreira
Em 1989, Behring co-fundou a empresa de tecnologia, Modus OSI Tecnologias, e permaneceu como um parceiro, até 1993. A empresa tem escritórios na Flórida, EUA, e em São Paulo, Brasil.
Behring, em seguida, tornou-se um parceiro da maior empresa privada-empresa de capital na América latina, da GP Investimentos, a partir de 1994 a 2004. Lá ele aprendeu sobre investimento e de processos de fusões e aquisições de seu mentor, o bilionário Brasileiro financiador e o diretor da 3G Capital, de Jorge Paulo Lemann. De 1998 a 2004, ele dirigiu a América Latina Logística (ALL), um setor privado companhia da estrada de ferro com a 13.000 quilômetros de trilhos no Brasil e na Argentina.
Em 2004, Behring co-fundador da global empresa de investimentos 3G Capital e ele continua a ser o sócio-gerente. A empresa tem escritórios em Nova York e Rio de Janeiro. Behring é presidente do Restaurante Marcas Internacionais, o Canadense empresa gestora Americana de fast-food da cadeia de restaurantes Burger King e o Canadense café e restaurante da cadeia de Tim Hortons.
Em dezembro de 2014, O Washington Post relatou que, ao mover a sua SEDE para o Canadá, Burger King pode economizar até US$1,2 bilhão em impostos nos próximos três anos. Em agosto de 2014, Behring disse, "Isto não é um negócio orientado a impostos... Não está sendo impulsionado por impostos".
Behring é presidente do Heinz, e vai ser presidente do mescladas Kraft Heinz.
Ele é diretor da Anheuser-Busch InBev.
A revista Latin Trade chamadas de Behring, "um dos mais proeminentes representantes de uma nova geração de agressivo financeiros, investidores e gestores de orientada para o consumidor de serviços".

## Vida pessoal
Behring vive em Greenwich, Connecticut. Ele é casado com Danielle Behring, que nasceu em Curitiba, Brasil.